# Emil Pauls

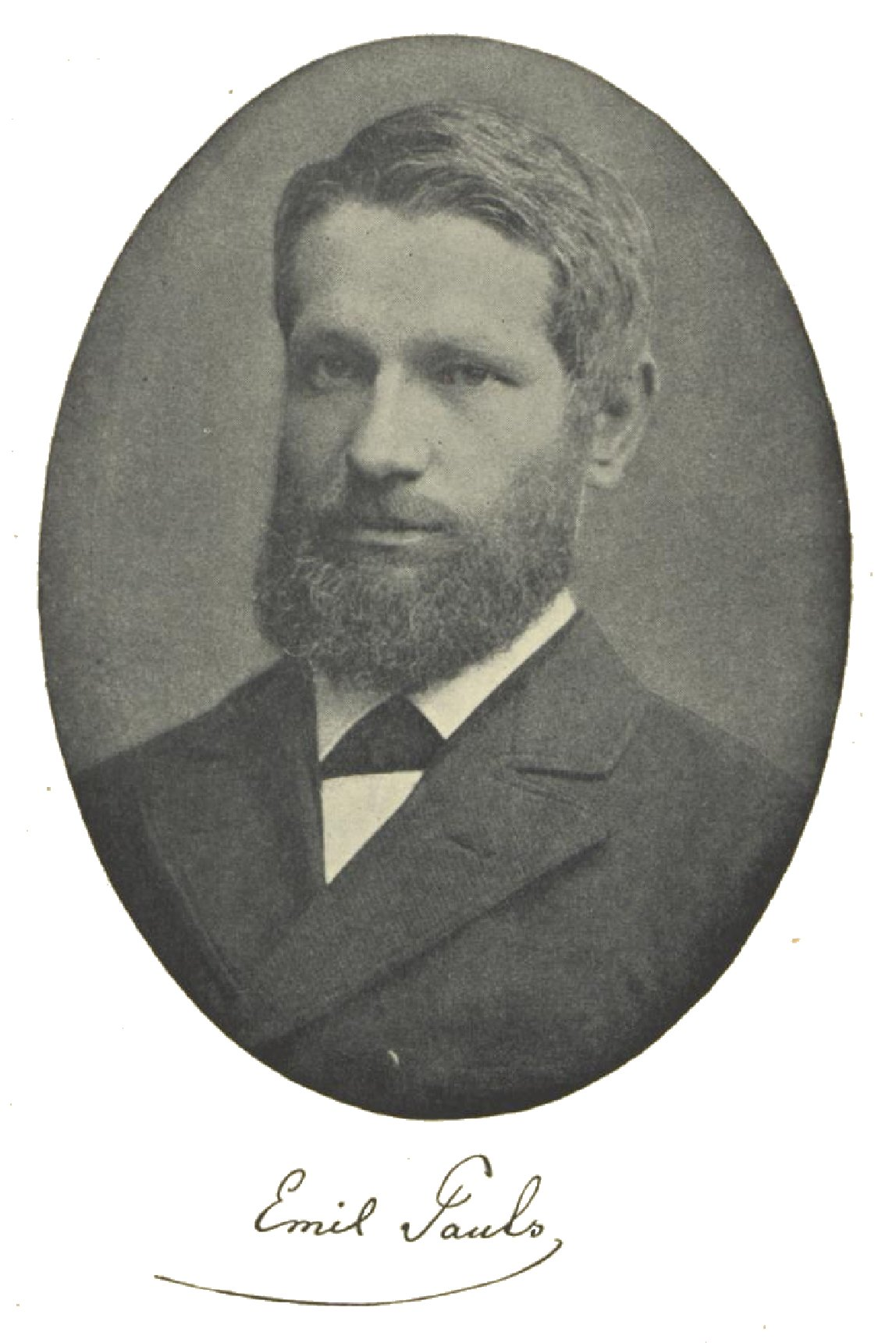
Emil Pauls, ca. 1890

Emil Pauls (* 5. Dezember 1840 in Kornelimünster, Aachen; † 3. August 1911 in Düsseldorf) war ein rheinischer Apotheker und Heimatforscher.

## Leben
Emil Pauls, Sohn des Apothekers Josef Pauls und dessen Gattin Amalia Moreau, war das älteste von acht Kindern. Er besuchte die Volksschule in Kornelimünster und wechselte dann auf Anraten seines Oheims, des damaligen Dechanten von Eupen und späteren Aachener Stiftprobstes Paul Pauls auf die Stiftsschule in Aachen, die er 1856 mit einem hervorragenden Abschlusszeugnis verließ. Auf Wunsch seines Vaters schlug er die Apothekerlaufbahn ein und trat als Lehrling in das väterliche Geschäft ein. Ab 1864 begann er seine pharmazeutischen Studien an der Rheinischen Friedrich-Wilhelm-Universität in Bonn, die er 1865 als „Apotheker erster Klasse“ abschloss. 1869 übernahm er die väterliche Apotheke in Kornelimünster. Seit 1860 veröffentlichte er Beiträge zum Schachspiel, der Chemie und der Arzneimittelkunde. Ab 1873 beschäftigte er sich mit der Geschichte seiner Heimat. 1879 trat er dem neu gegründeten Aachener Geschichtsverein bei. Dort schrieb er zahlreiche Artikel für dessen Zeitschrift. 1881 gehörte er zu den Gründungsmitgliedern der Gesellschaft für Rheinische Geschichtskunde. 1884 zog er als Rentner nach Bedburg, um sich intensiver seinen historischen Studien zu widmen. 1893 wechselte er seinen Wohnsitz nach Düsseldorf, dem Sitz des Staatsarchivs, um dort seine Nachforschungen zu intensivieren. Er wurde Mitglied (1897–1900) des Düsseldorfer Geschichtsvereins und war Mitarbeiter der Düsseldorfer Nachrichten (1895–1905) und des Düsseldorfer Generalanzeigers (1898–1911). Zu seinem 25-jährigen Bestehen ernannte ihn der Aachener Geschichtsverein am 20. Oktober 1904 zu seinem Ehrenmitglied. Nach seinem unerwarteten Tod 1911 hinterließ er eine umfangreiche Sammlung und zahlreiche fertige, aber noch unveröffentlichte Aufsätze. Sein Sohn, der Rechtsanwalt Dr. August Pauls, veröffentlichte diese in Zusammenarbeit mit Aachener Historikern auch noch nach seinem Tode.

## Schriften (Auswahl)
- Zauberwesen und Hexenwahn am Niederrhein. In: Beiträge zur Geschichte des Niederrheins. Jahrbuch des Düsseldorfer Geschichtsvereins. Band 13, 1898, S. 134–242 (ULB Düsseldorf).

### Zeitschriftenbeiträge
Annalen des Historischen Vereins für den Niederrhein
- Zur Lebensgeschichte des Abtes Niklas Heyendal zu Klosterrath (Rolduc) bei Herzogenrath. In: Annalen des Historischen Vereins für den Niederrhein. Heft 51, Köln 1891, S. 166–169 (Textarchiv – Internet Archive).
- Erlass des Aachener Raths vom 26. März 1779 gegen die Freimaurerversammlungen in Aachen. In: Annalen des Historischen Vereins für den Niederrhein. Heft 51, Köln 1891, S. 170–171 (Textarchiv – Internet Archive).
- Ein Brief zur Geschichte der grossen Heiligthümer in Cornelimünster aus dem Jahre 1804. In: Annalen des Historischen Vereins für den Niederrhein. Heft 51, Köln 1891, S. 171–174 (Textarchiv – Internet Archive).
- Beiträge zur Geschichte der grösseren Reliquien und der Heiligthumsfahrten zu Cornelimünster bei Aachen. In: Annalen des Historischen Vereins für den Niederrhein. Heft 52, Köln 1891, S. 157–174 (Textarchiv – Internet Archive).
- Zur Geschichte der Erdbeben des 17. und 18. Jahrhunderts in der Aachener Gegend. In: Annalen des Historischen Vereins für den Niederrhein. Heft 56, Köln 1893, S. 91–115 (Textarchiv – Internet Archive).
- Zur Geschichte der Burggrafen und Freiherren von Hammerstein. In: Annalen des Historischen Vereins für den Niederrhein. Heft 58, Köln 1894, S. 183–206 (Textarchiv – Internet Archive).
- Der Exorcismus an Herzog Johann Wilhelm von Jülich 1604 und 1605. In: Annalen des Historischen Vereins für den Niederrhein. Heft 63, Köln 1896, S. 27–53 (Textarchiv – Internet Archive).
- Zur Geschichte der Suitbertus- und Willeicus-Reliquien in Kaiserswerth. In: Annalen des Historischen Vereins für den Niederrhein. Heft 63, Köln 1896, S. 54–62 (Textarchiv – Internet Archive).
- Ältere Rechnungen über die Bearbeitung von Weinbergen in der Dürener Gegend. In: Annalen des Historischen Vereins für den Niederrhein. Heft 63, Köln 1896, S. 203–208 (Textarchiv – Internet Archive).
- Aus der Geschichte der Inquisition in der Erzdiözese Köln. (Ein päpstlicher Inquisitor im Jahre 1735.) In: Annalen des Historischen Vereins für den Niederrhein. Heft 74, Köln 1902, S. 127–138 (Textarchiv – Internet Archive).
- Eine Besichtigung des Reliquienschatzes des Aachener Münsters durch die Kurfürstinnen von Brandenburg und Hannover im Jahre 1700. In: Annalen des Historischen Vereins für den Niederrhein. Heft 75, Köln 1903, S. 156–159 (Textarchiv – Internet Archive).

Aus Aachens Vorzeit
- Fürstensagen in Aachen und seiner Umgebung. In: Aus Aachens Vorzeit. 1. Jahrgang, Aachen 1888, S. 25–36 (Textarchiv – Internet Archive).
- Eine verschollene Schrift über Aachen aus dem Jahre 1701. In: Aus Aachens Vorzeit. 1. Jahrgang, Aachen 1888, S. 58–63 (Textarchiv – Internet Archive).
- Fürstensagen in Aachen und seiner Umgebung. II. In: Aus Aachens Vorzeit. 1. Jahrgang, Aachen 1888, S. 116–142 (Textarchiv – Internet Archive).
- Aus dem Tagebuch des Aachener Stadtsyndikus Dr. Peter Fell. In: Aus Aachens Vorzeit. 1. Jahrgang, Aachen 1888, S. 153–162 (Textarchiv – Internet Archive).
- Ein in Aachen entstandenes Schauspiel und Siegeslied zur Feier der Befreiung Wiens von den Türken im September 1683. In: Aus Aachens Vorzeit. 2. Jahrgang, Aachen 1889, S. 10–13 (Textarchiv – Internet Archive).
- Zur Granussage. In: Aus Aachens Vorzeit. 2. Jahrgang, Aachen 1889, S. 21–26 (Textarchiv – Internet Archive).
- Eine Bescheinigung des Vorstandes der Aachener Bäckerzunft 1647. In: Aus Aachens Vorzeit. 2. Jahrgang, Aachen 1889, S. 44–46 (Textarchiv – Internet Archive).
- Der Luftschiffer Franz Blanchard zu Aachen im Jahr 1786. In: Aus Aachens Vorzeit. 2. Jahrgang, Aachen 1889, S. 53–60 (Textarchiv – Internet Archive).
- Ein Aachener Schuldrama des 18. Jahrhunderts. In: Aus Aachens Vorzeit. 2. Jahrgang, Aachen 1889, S. 75–77 (Textarchiv – Internet Archive).
- Aus den zur Geschichte Aachens und Burtscheids im Düsseldorfer Staatsarchiv vorhandenen Materialien. In: Aus Aachens Vorzeit. 14. Jahrgang, Aachen 1901, S. 101–111 (Textarchiv – Internet Archive).
- Teufelssagen, Zauberwesen und Hexenwahn in Aachen. In: Aus Aachens Vorzeit. 16. Jahrgang, Aachen 1903, S. 97–119 (Textarchiv – Internet Archive).
- Geleitsrechte des Herzogs von Jülich im Jülichschen und in Aachen. In: Aus Aachens Vorzeit. 17. Jahrgang, Aachen 1904, S. 49–128 (Textarchiv – Internet Archive).
- Kleinere Beiträge zur Geschichte von Aachen und Burtscheid. In: Aus Aachens Vorzeit. 19. Jahrgang, Aachen 1906, S. 31–43 (Textarchiv – Internet Archive).
- Kleinere Beiträge zur Geschichte von Aachen und Burtscheid. (Fortsetzung) In: Aus Aachens Vorzeit. 19. Jahrgang, Aachen 1906, S. 123–131 (Textarchiv – Internet Archive).

Zeitschrift des Bergischen Geschichtsvereins
- Ein Massengrab im Dom zu Altenberg. In: Zeitschrift des Bergischen Geschichtsvereins. 31. Band, Elberfeld 1895, S. 105–112 (Textarchiv – Internet Archive).
- Zur Geschichte der Krankheit des Herzogs Johann Wilhelm von Jülich-Cleve-Berg. In: Zeitschrift des Bergischen Geschichtsvereins. 33. Band, Elberfeld 1898, S. 7–38 (Textarchiv – Internet Archive).
- III. Kulturgeschichtliches. (Fortsetzung) In: Zeitschrift des Bergischen Geschichtsvereins. 33. Band, Elberfeld 1898, S. 39–57 (Textarchiv – Internet Archive).
- IV. Kulturgeschichtliches. (Fortsetzung). 12. Zur Geschichte der Bienenzucht am Niederrhein. In: Zeitschrift des Bergischen Geschichtsvereins. 34. Band, Elberfeld 1899, S. 143–172 (Textarchiv – Internet Archive).
- Nachtrag zu „Ein Todesurteil gegen ein Tier“. In: Zeitschrift des Bergischen Geschichtsvereins. 34. Band, Elberfeld 1899, S. 173 (Textarchiv – Internet Archive).
- Nachtrag zu „Verhandlungen über den Transport verurteilter Verbrecher von Angermund aus zum Galgen in Wanheim bei Duisburg.“ In: Zeitschrift des Bergischen Geschichtsvereins. 34. Band, Elberfeld 1899, S. 173–177 (Textarchiv – Internet Archive).
- Glaubenswechsel und Klosterleben der Schwedin Christine von Drachenhelm in Aachen. (1664–1669). In: Zeitschrift des Bergischen Geschichtsvereins. 38. Band, Elberfeld 1905, S. 373–393 (Textarchiv – Internet Archive).
- Eine statistische Tabelle des Herzogtums Berg aus dem Jahre 1797. In: Zeitschrift des Bergischen Geschichtsvereins. 39. Band, Elberfeld 1906, S. 180–211 (Textarchiv – Internet Archive).
- Aus der ältesten Geschichte des Hubertusordens am Niederrhein. In: Zeitschrift des Bergischen Geschichtsvereins. 40. Band, Elberfeld 1907, S. 159–178 (Textarchiv – Internet Archive).

Zeitschrift des Aachener Geschichtsvereins
- Die letzte Einnahme und Besetzung des Schlosses Schönforst bei Aachen. In: Zeitschrift des Aachener Geschichtsvereins. 1. Band, Aachen 1879, S. 176–188 (Textarchiv – Internet Archive).
- Ein Festmahl zu Cornelimünster im 14. und 15. Jahrhundert. In: Zeitschrift des Aachener Geschichtsvereins. 1. Band, Aachen 1879, S. 235–247 (Textarchiv – Internet Archive).
- Ein bürgerliches Testament aus Cornelimünster vom Jahre 1627. In: Zeitschrift des Aachener Geschichtsvereins. 3. Band, Aachen 1881, S. 171–173 (Textarchiv – Internet Archive).
- Ein Bruderschaftsbuch der ehemaligen Pfarrkirche St. Stephan zu Cornelimünster (1423–1553). In: Zeitschrift des Aachener Geschichtsvereins. 4. Band, Aachen 1882, S. 112–142 (Textarchiv – Internet Archive).
- Eine Dürener Urkunde von 1399. In: Zeitschrift des Aachener Geschichtsvereins. 5. Band, Aachen 1883, S. 131–135 (Textarchiv – Internet Archive).
- Hexenverbrennungen zu Aachen in den Jahren 1630 und 1649. In: Zeitschrift des Aachener Geschichtsvereins. 5. Band, Aachen 1883, S. 295–301 (Textarchiv – Internet Archive).
- Reste einer Römerwarte bei Friesenrath im Landkreise Aachen. In: Zeitschrift des Aachener Geschichtsvereins. 5. Band, Aachen 1883, S. 311–315 (Textarchiv – Internet Archive).
- Aus der Zeit der Fremdherrschaft. In: Zeitschrift des Aachener Geschichtsvereins. 6. Band, Aachen 1884, S. 227–238 (Textarchiv – Internet Archive).
- Zur Geschichte der Heiligthümer in der Theresianerkirche zu Aachen. In: Zeitschrift des Aachener Geschichtsvereins. 6. Band, Aachen 1884, S. 256–257 (Textarchiv – Internet Archive).
- Zur Geschichte des Weinbaus, Weinhandels und Weinverzehrs in der Aachener Gegend. In: Zeitschrift des Aachener Geschichtsvereins. 7. Band, Aachen 1885, S. 179–280 (Textarchiv – Internet Archive).
- Zu Caesars Bericht über die Vergiftung des Eburonenkönigs Catuvolcus. In: Zeitschrift des Aachener Geschichtsvereins. 8. Band, Aachen 1886, S. 275–277 (Textarchiv – Internet Archive).
- Aus der Zeit der Fremdherrschaft. 3. Der 2. März 1793 und seine Folgen für Aachen. In: Zeitschrift des Aachener Geschichtsvereins. 10. Band, Aachen 1888, S. 198–219 (Textarchiv – Internet Archive).
- Aus der Zeit der Fremdherrschaft. 4. Zur Geschichte des Assignatenumlaufs und des Gesetzes über das Maximum in der Aachener Gegend. In: Zeitschrift des Aachener Geschichtsvereins. 11. Band, Aachen 1889, S. 75–97 (Textarchiv – Internet Archive).
- Beiträge zur Geschichte der Buchdruckereien, des Buchhandels, der Censur und der Zeitungspresse in Aachen bis zum Jahre 1816. In: Zeitschrift des Aachener Geschichtsvereins. 15. Band, Aachen 1893, S. 97–235 (Textarchiv – Internet Archive).
- Zur Bestattung Karls des Großen. In: Zeitschrift des Aachener Geschichtsvereins. 16. Band, Aachen 1894, S. 86–111 (Textarchiv – Internet Archive).
- Auszüge aus der Chronik des Aachener Notars Johann Adam Weinandts. In: Zeitschrift des Aachener Geschichtsvereins. 16. Band, Aachen 1894, S. 163–170 (Textarchiv – Internet Archive).
- Der Lousberg bei Aachen. In: Zeitschrift des Aachener Geschichtsvereins. 18. Band, Aachen 1896, S. 19–64 (Textarchiv – Internet Archive).
- Zur Geschichte des Archivs des Roerdepartements in Aachen. In: Zeitschrift des Aachener Geschichtsvereins. 19. Band, Aachen 1897, S. 73–92 (Textarchiv – Internet Archive).
- Inventar des Schlosses zu Montjoie aus dem Jahre 1436. In: Zeitschrift des Aachener Geschichtsvereins. 19. Band, Aachen 1897, S. 211–215 (Textarchiv – Internet Archive).
- Anfertigung einer Monstranz für die Klosterkirche der Abtei Burtscheid durch den Aachener Goldschmied Dietrich von Rodt im Jahre 1618/19. In: Zeitschrift des Aachener Geschichtsvereins. 19. Band, Aachen 1897, S. 217–220 (Textarchiv – Internet Archive).
- Vertragsmäßige Regelung des Vortritts in der Kirche zu Schwerfen (1511). In: Zeitschrift des Aachener Geschichtsvereins. 20. Band, Aachen 1898, S. 276–280 (Textarchiv – Internet Archive).
- Aachener Wetterhörner. In: Zeitschrift des Aachener Geschichtsvereins. 20. Band, Aachen 1898, S. 281–283 (Textarchiv – Internet Archive).
- Beiträge zur neueren Geschichte Aachens (1793–1816). In: Zeitschrift des Aachener Geschichtsvereins. 21. Band, Aachen 1899, S. 216–253 (Textarchiv – Internet Archive).
- Der Proserpina-Sarkophag in Aachen und die Sage von der Bestattung Karls des Großen. In: Zeitschrift des Aachener Geschichtsvereins. 21. Band, Aachen 1899, S. 259–261 (Textarchiv – Internet Archive).
- Die Entsühnungen des Aachener Münsters in den Jahren 1428 und 1467. In: Zeitschrift des Aachener Geschichtsvereins. 22. Band, Aachen 1900, S. 188–197 (Textarchiv – Internet Archive).
- Wirtschaftsgeschichtliches aus dem Herzogthum Jülich. In: Zeitschrift des Aachener Geschichtsvereins. 22. Band, Aachen 1900, S. 272–328 (Textarchiv – Internet Archive).
- Ein vehmgerichtliches Verfahren gegen die Stadt Düren aus Anlaß eines Hexenprozesses (1509–1513). In: Zeitschrift des Aachener Geschichtsvereins. 23. Band, Aachen 1901, S. 366–402 (Textarchiv – Internet Archive).
- Zur Geschichte der alten Pfarrkirche von Malmedy. In: Zeitschrift des Aachener Geschichtsvereins. 23. Band, Aachen 1901, S. 410–412 (Textarchiv – Internet Archive).
- Die Zerstörung der Krypta der alten Abteikirche zu Malmedy. In: Zeitschrift des Aachener Geschichtsvereins. 23. Band, Aachen 1901, S. 412–413 (Textarchiv – Internet Archive).
- Eine Urkunde über das Königsbad in Aachen von 1324, April 26. In: Zeitschrift des Aachener Geschichtsvereins. 24. Band, Aachen 1902, S. 332–334 (Textarchiv – Internet Archive).
- Stiftung eines Glasfensters in der Pfarrkirche zu Erkelenz durch das Kapitel der Aachener Marienkirche im Jahre 1417. In: Zeitschrift des Aachener Geschichtsvereins. 24. Band, Aachen 1902, S. 335–337 (Textarchiv – Internet Archive).
- Verhandlung zu Kornelimünster vor dem Jülicher Landdechant in einer Ehrensache. 1452, November 18. In: Zeitschrift des Aachener Geschichtsvereins. 24. Band, Aachen 1902, S. 337–340 (Textarchiv – Internet Archive).
- Bestimmungen über die Verteilung des Ertrags von Weidenpflanzungen in Altorf bei Jülich aus dem Jahre 1565. In: Zeitschrift des Aachener Geschichtsvereins. 24. Band, Aachen 1902, S. 340–343 (Textarchiv – Internet Archive).
- Aus den letzten Tagen des Schlosses Nideggen. In: Zeitschrift des Aachener Geschichtsvereins. 25. Band, Aachen 1903, S. 301–312 (Textarchiv – Internet Archive).
- Die Heiligsprechung Karls des Großen und seine kirchlicher Verehrung in Aachen bis zum Schluß des 13. Jahrhunderts. In: Zeitschrift des Aachener Geschichtsvereins. 25. Band, Aachen 1903, S. 335–354 (Textarchiv – Internet Archive).
- Nachtrag zum Aufsatze „Erinnerungen an den zu Aachen am 16. März 1278 erschlagenen Grafen Wilhelm IV. von Jülich“. In: Zeitschrift des Aachener Geschichtsvereins. 25. Band, Aachen 1903, S. 355–360 (Textarchiv – Internet Archive).
- Breve Innocenz III., welches das Absingen der Hymnen Te Deum laudamus und Gloria in excelsis in der Aachener Marienkirche am Maria-Verkündigungsfeste gestattet. Rom 1211, Juli 26. In: Zeitschrift des Aachener Geschichtsvereins. 25. Band, Aachen 1903, S. 361–362 (Textarchiv – Internet Archive).
- Einigung zwischen dem Propst und den Kanonikern (fratres) des Marienstifts zu Aachen über eine Wachslieferung zu Kerzen. 1213. In: Zeitschrift des Aachener Geschichtsvereins. 25. Band, Aachen 1903, S. 362–364 (Textarchiv – Internet Archive).
- Zur Geschichte der Vogtei Jülichs und der Obervogtei Brabants in Aachen. In: Zeitschrift des Aachener Geschichtsvereins. 26. Band, Aachen 1904, S. 355–382 (Textarchiv – Internet Archive).
- Johann von Schleiden mahnt Johann von Schönfort, Burggrafen von Montjoie, in Aachen vier Reisige einreiten zu lassen. 1427, Februar 27. In: Zeitschrift des Aachener Geschichtsvereins. 26. Band, Aachen 1904, S. 383–384 (Textarchiv – Internet Archive).
- Verurteilung eines Wiedertäufers durch das Schöffengericht in Aachen zu der Strafe, mit einem leinenen Kleide bekleidet, barfuß in einer Prozession brennende Kerzen zu tragen. 1537, September 5. In: Zeitschrift des Aachener Geschichtsvereins. 26. Band, Aachen 1904, S. 384–386 (Textarchiv – Internet Archive).
- Die Beziehungen der Reunionskammer in Metz zur Abtei Stablo-Malmedy und zur Aachener Gegend. In: Zeitschrift des Aachener Geschichtsvereins. 27. Band, Aachen 1905, S. 173–219 (Textarchiv – Internet Archive).
- Aus der Geschichte der Zeitrechnung in Aachen (1500–1815). In: Zeitschrift des Aachener Geschichtsvereins. 27. Band, Aachen 1905, S. 235–255 (Textarchiv – Internet Archive).
- Entsühnung (Reconciliation) der Kirche, des Kirchhofes und des Klosters der Abtei Steinfeld. 1484, Juli 2–6. In: Zeitschrift des Aachener Geschichtsvereins. 27. Band, Aachen 1905, S. 257–259 (Textarchiv – Internet Archive).
- Quittungen und Briefe über Zahlungen an die Kaiser Maximilian I., Karl IV. und Ferdinand I. in den Jahren 1512–1553 gelegentlich ihrer Besuche in Aachen und Stablo. In: Zeitschrift des Aachener Geschichtsvereins. 27. Band, Aachen 1905, S. 260–264 (Textarchiv – Internet Archive).
- Ernennung des Johann vom Scheidt gen. Weschpfenning zum Schloßbewahrer und Kellner zu Hambach bei Jülich. 1578, März 10. In: Zeitschrift des Aachener Geschichtsvereins. 27. Band, Aachen 1905, S. 266–269 (Textarchiv – Internet Archive).
- Ältere Mühlen- und Brauereizwangsrechte (Bannrechte) in der Aachener Gegend. Zwei Urkunden des 14. Jahrhunderts über die Mühle zu Hommerschen bei Geilenkirchen und die Brauhäuser in der Pfarre Gressenich. In: Zeitschrift des Aachener Geschichtsvereins. 28. Band, Aachen 1906, S. 445–450 (Textarchiv – Internet Archive).
- Flössereibetrieb auf der Roer von der Grenze des herzoglich-jülichschen Gebietes an bis Düren (16. Jh.). In: Zeitschrift des Aachener Geschichtsvereins. 28. Band, Aachen 1906, S. 454–458 (Textarchiv – Internet Archive).
- Entscheidung des geistlichen Gerichts (Kapitels) des Aachener Marienstifts in Sachen einer Schuldforderung gegen einen Geistlichen des Stifts. 1543, Oktober 19, In: Zeitschrift des Aachener Geschichtsvereins. 28. Band, Aachen 1906, S. 458–464 (Textarchiv – Internet Archive).
- Gerichts- oder Dingstätten unter freiem Himmel in der Aachener Gegend. In: Zeitschrift des Aachener Geschichtsvereins. 29. Band, Aachen 1907, S. 340–343 (Textarchiv – Internet Archive).
- Zur Geschichte des Klosters und der Kirche zur hl. Anna in Aachen. In: Zeitschrift des Aachener Geschichtsvereins. 30. Band, Aachen 1908, S. 62–74 (Textarchiv – Internet Archive).
- Ein Tagebuch aus der Abtei Cornelimünster zum Jahre 1756. In: Zeitschrift des Aachener Geschichtsvereins. 30. Band, Aachen 1908, S. 464–472 (Textarchiv – Internet Archive).
- Zur Geschichte Cornelimünsters und der Umgegend während der Fremdherrschaft. Aus dem Tagebuch J. B. Forsts. In: Zeitschrift des Aachener Geschichtsvereins. 31. Band, Aachen 1909, S. 149–168 (Textarchiv – Internet Archive).